# Hans sidste kommando
Hans sidste kommando (originaltitel: The Last Command) er en amerikansk Stumfilm instrueret at Josef von Sternberg og skrevet af John F. Goodrich og Herman J. Mankiewicz efter en historie af Lajos Bíró
Hovedrolleindehaveren Emil Jannings vand den første Oscar for bedste mandlige hovedrolle for denne film og filmen Al Kødets Gang. I 2006 blev filmen anset for "kulturelt, historisk eller æstetisk signifikant" af USAs Library of Congress og blev valgt til National Film Registry.
Af biroller kan nævnes Evelyn Brent og William Powell.

## Eksterne Henvisninger
- Hans sidste kommando på Internet Movie Database (engelsk)
- Hans sidste kommando på MovieMeter (nederlandsk)
- Hans sidste kommando på AllMovie (engelsk)
- Hans sidste kommando hos American Film Institute (engelsk)
- Hans sidste kommandos profil hos Encyclopædia Britannica Online (engelsk)
- Hans sidste kommando på Turner Classic Movies (engelsk)
- Hans sidste kommando på The Movie Database (engelsk)
- Hans sidste kommando på Filmaffinity (engelsk)
- Hans sidste kommando på Netflix (engelsk)